# Федосеев, Алексей Дмитриевич
Алексей Дмитриевич Федосеев (род. 13 ноября 1990, Киргизская ССР) — киргизский кикбоксер, чемпион мира среди профессионалов по версии WAKO-PRO (2014).

## Биография
Алексей Федосеев родился в Киргизии, вырос в селе Ивановка, Ысык-Атинского района, Чуйской области. С 13 лет тренировался в клубе «Гермес Профи» под руководством тренера Александра Хусейновича Воинова. Есть сын Александр.

## Спортивная карьера
В июне 2016 года в Монте-Карло Федосеев не смог защитить свой титул в кикбоксинге в разделе К-1 по версии WAKO-PRO, проиграв французу Сальвадору Дилану.
В сентябре 2016 года в Чонджу Федосеев выиграл золото в чемпионате Азии по кикбоксингу в разделе К-1 в весе до 63,5 кг.